# OC Ukeje
Okechukwu Ukeje, conocido como OC Ukeje es un actor, modelo y músico nigeriano. Se hizo famoso después de ganar el reality show de Amstel Malta Box Office (AMBO). Ha recibido varios premios, incluidos Premios de la Academia del Cine Africano, Africa Magic Viewers Choice Awards, Nollywood Movies Awards, Best of Nollywood Awards, Premios de entretenimiento de Nigeria y Premios Golden Icons Academy Movie. Ha participado en varias películas premiadas como Two Brides and a Baby, Hoodrush, Alan Poza, Confusion Na Wa y Half of a Yellow Sun.

## Biografía
Ukeje, un nativo de Umuahia nació y se crio en el Estado de Lagos, Nigeria. Es el segundo hijo de una familia de tres.

## Carrera
Asistió a la Universidad del Gobierno Federal Ijanikin, Ojo, Lagos. Comenzó su carrera en la actuación desde su primer año en la Universidad de Lagos, Yaba, con un papel principal en una obra de teatro. Continuó con la música y actuación, concentrándose principalmente en actuar en obras de teatro durante los primeros cuatro años de su carrera antes de participar y ganar un reality show de televisión, Amstel Malta Box Office (AMBO). Su primera aparición en la pantalla fue en White Waters (2007) junto a Joke Silva y Rita Dominic, dirigida por Izu Ojukwu. Ganó los premios African Movie Academy (AMAA) al Mejor Actor (2008) y el City People's Award como Mejor Actuación Revelación (2010).
Continuó escribiendo música, colaborando con algunos artistas y productores musicales nigerianos y trabajando en jingles de radio para organizaciones corporativas. Ha trabajado en cine y televisión entre 2008 y 2012.
Ha sido miembro del elenco de la serie de televisión que se presentó en el Festival Internacional de Televisión Emmy World, Wetin Dey (2007) producida por BBC World Service Trust e interpretó papeles principales y secundarios en películas como Comrade, Confusion Na Wa y Despertar. También apareció en Black November (2012) de Jeta Amata con un elenco conformado por actores como Mickey Rourke, Kim Basinger, Sarah Wayne-Callies, Hakeem Kae-Kazim y Vivica Fox. También participó en la adaptación cinematográfica de Half of a Yellow Sun de Chimamanda Ngozi Adichie (2013) con Chiwetel Ejiofor y Thandie Newton como reparto principal, dirigida por Biyi Bandele. Estuvo en el equipo que presentó 3 obras teatrales para Nigeria House en la Olimpiada Cultural de Londres (2012). También actuó en la película patrocinada por BFI, Gone Too Far. Fue parte del elenco de la serie de NdaniTV Gidi Up junto a Titilope Sonuga, Deyemi Okanlawon, Somkele Iyamah y Ikechukwu Onunakuhttps. En enero de 2015, fue incluido por la Coalición de Exhibiciones de Cine de Nigeria como uno de los más taquilleros de 2014.
En 2016 fue invitado con Somkele Iyamah para asistir al Festival Internacional de Cine de Toronto como "estrellas en ascenso".

## Vida personal
Ukeje vive en Lagos, Nigeria. Se casó con Senami Ibukunoluwa Togonu-Bickersteth el 8 de noviembre de 2014.

## Filmografía
| Año  | Título                                             | Rol                |
| ---- | -------------------------------------------------- | ------------------ |
| 2007 | White Waters                                       | Actor              |
| 2008 | Comrade                                            | Hakeem             |
| 2011 | Black Gold                                         | Peter Gadibia      |
| 2011 | Two Brides and a Baby                              | Badmus             |
| 2012 | Black November                                     | Peter Gadibia      |
| 2012 | Hoodrush                                           | Shez Jabari        |
| 2012 | Till Death Do Us Part (cortometraje)               | John               |
| 2013 | Confusion Na Wa                                    | Charles Duka       |
| 2013 | Alan Poza                                          | Alan Poza          |
| 2013 | Half of a Yellow Sun                               | Aniekwena          |
| 2013 | Awakening                                          | Nicholas           |
| 2013 | Gone Too Far                                       | Iku                |
| 2013 | The Rubicon                                        | David              |
| 2014 | ...When Love Happens                               | Dare               |
| 2014 | Gidi Up (serie de televisión)                      | Obi (2014 – )      |
| 2014 | A Play Called a Temple Made of Clay (cortometraje) | Hakeem             |
| 2015 | The Department                                     | Segun              |
| 2015 | Before 30                                          | Ayo (2015-)        |
| 2016 | The Arbitration                                    | Mr. Gbenga         |
| 2016 | Remember me                                        |                    |
| 2016 | North East                                         | Emeka Okafor       |
| 2017 | Potato Potahto                                     | Mr. Tony Wilson    |
| 2017 | Catch.er                                           | Detective Komolafe |
| 2018 | Shades of Attraction                               |                    |
| 2018 | In Sickness and Health                             |                    |
| 2018 | The Royal Hibiscus Hotel                           |                    |
| 2019 | Heaven's Hell                                      | Ahmed              |
| 2019 | Ashen                                              |                    |
| 2020 | Shine Your Eye                                     | Amadi              |

## Premios y nominaciones
- 4 ° Premios de la Academia de Cine de África al actor más prometedor en White Waters
- 2013 Nigeria Entertainment Awards al mejor actor principal en una película por Alan Poza
- 2013 Best of Nollywood Awards al mejor actor principal en una película inglesa por Alan Poza
- 2013 Nollywood Movies Awards al mejor actor en un papel principal en Hoodrush
- 2013 Africa Magic Viewers Choice Awards al mejor actor en un drama en Two Brides and a Baby
- 9th Africa Movie Academy Awards al Mejor Actor en un Papel Protagónico en Confusion Na Wa (nominado)